# Студнєва Марина Гур'ївна
Студнєва Марина Гур'ївна (2 лютого 1959) — російська академічна веслувальниця.
Бронзова призерка Олімпійських Ігор 1980 року в складі розпашної четвірки зі стерновою.